# Salix paludicola
Salix paludicola är en videväxtart som beskrevs av Gen-Iti Koidzumi. Salix paludicola ingår i släktet viden, och familjen videväxter. Inga underarter finns listade i Catalogue of Life.